# Fakcja
Fakcja, fakcja klasowa (z łaciny:  factio – « zgrupowanie », pochodzi od facere – « robić ») – w socjologii wyróżniona kategoria w obrębie klasy społecznej.
W koncepcji Pierre’a Bourdieu wyróżniona jest ze względu na kompozycje kapitału (społecznego, ekonomicznego, kulturowego i symbolicznego) oraz ilość czasu, w którym jednostki w rodzinach posiadają odpowiednie konfiguracje kapitału. Społeczeństwo podzielone jest u niego na trzy klasy (przy czym klasy są traktowane jako konstrukt teoretycznym, a nie wyraźne, wyodrębnione części społeczeństwa – dominującą, średnią i niższą, a każda z nich dzieli się na trzy fakcje:
- dominującą charakteryzująca się największym kapitałem ekonomicznym;
- pośrednią, podporządkowaną dominującej i nadrzędną wobec zdominowanej, posiadającą średni kapitał kulturowy, ekonomiczny i symboliczny;
- oraz zdominowaną, posiadającą niewielki kapitał ekonomiczny, za to duży kapitał kulturowy i symboliczny.

Kapitał społeczny uruchamiany jest natomiast do tworzenia sieci w walce między fakcjami w dostępie do zasobów kapitału.
W tym podziale klasa dominująca posiada największy kapitał, a najmniejszy klasa niższa, natomiast fakcje tego samego typu są względem siebie homologiczne.
Francis Bacon, w 1597 roku tak używa tego pojęcia, opowiadając się za równym traktowaniem członków społeczeństwa i sprzeciwiając się uprzywilejowaniu pewnych fakcji:
"Wiele osób posiada tę nową mądrość, ten w istocie idiotyczny pogląd, że książę winien zarządzać, tudzież osoba o wielkim prestiżu decydować o swych poczynaniach, stosownie do fakcji, i że jest to główną zasadą ich postępowania. Jest tymczasem odwrotnie, i najmędrszym jest ten, który albo zarządza rzeczami w ich ogólności, i to w niej właśnie poszczególni ludzie winni znaleźć zgodę, albo też zwraca się bezpośrednio do pojedynczych osób. Nie twierdzę jednak, że fakcje nie powinny w ogóle być brane pod uwagę."